# Strzelce Małe (województwo łódzkie)
Strzelce Małe – wieś w Polsce położona w województwie łódzkim, w powiecie radomszczańskim, w gminie Masłowice.
| SIMC    | Nazwa    | Rodzaj    |
| ------- | -------- | --------- |
| 0545805 | Jaskółki | część wsi |

W latach 1975–1998 miejscowość położona była w województwie piotrkowskim.